# 秦淮河之战
秦淮河之战，是北宋灭南唐战争中的重要一战。此役爆发于开宝八年（公元975年）正月十七日，并于次日结束。宋军宣告胜利。

## 战役背景
开宝七年（公元974年）十一月，南唐军在采石矶被曹彬率部击败。十二月，南唐君主李煜下令金陵戒严，并同时下令：停止使用北宋开宝纪年，不论政府还是个人全部纪年时全部改用干支纪年，当年改称甲戌年；扩招兵马，如果有人进献钱财或粮食，直接进官加爵。
次年正月，位于金陵西南方向的溧水城被攻陷，金陵城更加孤立无援。

## 战前准备

### 北宋
潘美部为了配合曹彬部的攻打金陵城的作战，于金陵城周边开始着手消灭南唐的外围防御力量。

### 南唐
南唐军方面，在金陵城下集结了陆军水军，兵力共计十余万，其兵寨依城而建。

## 战役经过
开宝八年正月，宋军抵达秦淮河岸，在渡船没有完全准备足的情况下，潘美率军强行渡河，大部队随即跟上，南唐军被击败。随即，南唐军发动反击，企图逆流而上拆毁江上浮桥，再次被潘美部击溃。李汉琼率兵过河之后，找来大船，在里面填满芦苇后点燃，借着风势将火船推向南唐水军大营。很快，南唐水军也被击溃。

## 战役影响
此役过后，南唐都城金陵周边的防御力量几乎为零。这使得李煜不得不急召周边的防御将领前往都城参与战斗，也就直接地加速了皖口之战的爆发。